# الجاکوسیه
الجاکوسیه (به عربی: الجاکوسیة) یک روستا در سوریه است که در ناحیه سعن واقع شده‌است. الجاکوسیه ۳۳۳ نفر جمعیت دارد.